# Néstor Mora
Néstor Oswaldo Mora Zárate (20 de septiembre de 1963-20 de febrero de 1995) fue un ciclista colombiano, profesional entre 1985 y 1995, cuyo mayor éxito deportivo lo logró en la Vuelta a España, donde conseguiría una victoria de etapa en la edición de 1990.
Como amateur participó  en los Juegos Olímpicos de 1984 celebrados en Los Ángeles, finalizando en la octava plaza en la prueba de fondo en carretera.
Falleció en 1995 junto a otros dos integrantes de su equipo, cuando fue atropellado por un camión mientras entrenaba en el lugar tres puertas en manizales Colombia.

## Palmarés
| 1982 - Vuelta de la Juventud de Colombia 1984 - Campeonato de Colombia en Ruta 1987 - 1 etapa en el Clásico RCN. - 1 etapa en la Vuelta a Colombia. 1988 - Vuelta a Boyacá - 1 etapa en la Vuelta a Colombia. 1989 - 2º en la Vuelta a Boyacá 1990 - 1 etapa en la Vuelta a España. - 1 etapa en la Vuelta a Colombia. | 1991 - Vuelta a Boyacá - Vuelta a Cundinamarca - 2 etapas en la Semana Catalana. - 2 etapas en la Vuelta a Colombia. 1992 - Clásica de los Puertos 1993 - 1 etapa en el Clásico RCN. - 1 etapa en la Vuelta a Colombia y la Clasificación de las metas volantes. - 3.º en el Campeonato de Colombia en Ruta |

## Resultados engrandes vueltas
| Carrera         | 1985  | 1986 | 1987 | 1988 | 1989 | 1990 | 1991 | 1992 | 1993 | 1994 |
| Tour de Francia | 118.º | 83.º | 63.º | -    | -    | 86.º | -    | -    | -    | -    |
| Giro de Italia  | 67°   | -    | -    | -    | -    | -    | -    | -    | 37°  | 71°  |
| Vuelta a España | -     | 23°  | 21°  | 42°  | 46°  | 42°  | 29°  | 35°  | 33°  | 59°  |